# Frida Åslund

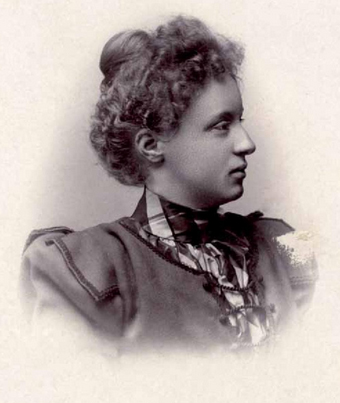
Ungdomsporträtt

Frida Åslund, född 20 januari 1879 på Öbacka i Umeå, död 4 oktober 1937 i Umeå, var en svensk författare.

## Biografi
Frida Åslund var dotter till författaren och lantmätaren Daniel Åslund och Maria Sofia Linder, sondotter till J. A. Linder, komminister i Backens kyrka. Hennes två äldsta halvbröder var konstnärerna Elis Åslund och Helmer Osslund.
Familjen, som 1885 flyttat från Öbacka in till staden – korsningen mellan nuvarande Kungsgatan och Pilgatan Öst på stan – klarade sig oskadda vid stadsbranden 1888. Då det hus de hyrt av länsman i Sävar såldes efter branden, tvingades de ändå flytta en bit utanför själva staden, först till Västerhiske och senare till Grisbacka. Men Öst på stan förblev utgångspunkt för hennes berättelser om Frida och Folke (vars verkliga förebild hette Peterson-Berger i efternamn och var yngre bror till kompositören Wilhelm Peterson-Berger).
Åslund tog folkskollärarexamen 1901 och började arbeta i sitt yrke i Horndal i By socken i Dalarna, och det var där de flesta av hennes böcker kom till. Debutbok var romanen Katarina-Anna 1910 och den följdes 1911 och 1912 av ytterligare två herrgårdsromaner. Därefter gav  Åslund inte ut någon bok förrän 1925.
Då hon återkom var det som barnboksförfattare och hon skrev tre självbiografiska böcker från barndomens Umeå. Den första, Folke och Frida (1925), handlar om Frida i åldern 7–9 år, den andra Frida i Per-Nils-gården (1928) avhandlar Frida i 10-årsåldern och i den tredje Tiden går (1932) berättar Åslund om sina äventyr i åldern 12–15 år. Berättelserna om de två busfröna i 1880-talets Umeå har betraktats som föregångare till böckerna om Emil och Madicken, och Åslund har kallats för "sin tids Astrid Lindgren".
Böckerna om Frida berömdes även av tidens tongivande barnbokskritiker Gurli Linder, och Umeås skolor använde dem som läse- och läroböcker i folk- och småskolor — i vissa fall in på 1960-talet. Sedan lokaltidningen Västerbottens-Kuriren på 1970-talet publicerat dem som följetonger fick böckerna ny uppmärksamhet och ännu ett uppsving kom i början av 2000-talet med de bearbetade nyutgåvorna Folke och Frida samt Fridas nya värld, båda med illustrationer av Jenny Berggren.
Förutom ovan nämnda böcker med självbiografiskt innehåll skrev Åslund även andra barnböcker, romaner för vuxna och över 200 noveller och artiklar i tidskrifter. Barnboken Norrsundabarnen (1932) översattes till danska. Manuskripten till Åslunds böcker förvaras – liksom brodern Helmers – på Arkiv och specialsamlingar vid Umeå universitetsbibliotek. Frida Åslund ligger begravd på Västra kyrkogården i Umeå.
År 2015 uppkallades en gata i det nybyggda bostadsområdet Sandåkern i Umeå efter henne: Frida Åslunds gränd.

### Bearbetade nyutgåvor
- Folke och Frida / illustrationer av A. T. Byberg. Umeå: Atrium. 2008. Libris 10899508. ISBN 9789197620185 - Originalupplagor 1925 och 1928 med titlarna: Folke och Frida och Frida i Per-Nils-gården.
- Fridas nya värld. Umeå: Atrium. 2009. Libris 11156257. ISBN 9789186095048 - Originalupplagor 1928 och 1932 med titlarna: Frida i Per-Nils-gården och Tiden går.
- Folke och Frida (1. utg. i denna version). Umeå: Atrium. 2012. Libris 12346972. ISBN 9789186095222 - Originalupplagor 1925 och 1928 med titlarna: Folke och Frida och Frida i Per-Nils-gården.